# Лилавати (актриса)
Лилавати (канн. ಲೀಲಾವತಿ; 1937 или 1938, Белтангади, Британская Индия — 8 декабря 2023, Неламангала, Карнатака) — индийская актриса

, снимавшаяся преимущественно в фильмах на каннада.

## Биография
Лила Киран родилась в деревне Белтангади (ныне штат Карнатака) в 1937 или 1938 году. Она потеряла родителей в возрасте шести лет и воспитывалась в христианской миссии .
В 13 лет девушка присоединилась к театральной труппе Sri Sahitya Samrajya под руководством Махалинги Бхагаватара. После того как та закрылась, она перешла в труппу М. В. Суббайи Найду. Когда в 1958 году Найду занялся съёмками фильма Bhakta Prahlada, он дал ей в нём небольшую роль.
В начале своей кинокарьеры Лилавати играла характерные роли, в частности в таких фильмах как Mangalya Yoga (1958), Dharma Vijaya и Jagajyothi Basveshwara (1959). В последнем актриса изобразила на экране поэтессу XII века Акка Махадеви, за что получила похвалы критиков.
В 1960 году она была замечена благодаря трагической роли уличной танцовщицы Додди, ставшей жертвой дворцовых интриг, в фильме Ranadheera Kanteerava. В том же году она впервые получила главную роль. Её выступление в романтической комедии Rani Honnamma в паре с Раджкумаром имело успех. После этого два актёра сформировали прочную экранную пару. Так в 1963 году они сыграли главные роли в одиннадцати фильмах, что составило почти половину всех фильмов на каннада  за тот год. Такие кинокартины как Kantheredu Nodu (1961), Mana Mecchida Madadi (1962), Kulavadhu, Kanyarathna и Veera Kesari (1963) показали их лучшие романтические взаимодействия. А после того как в Gange Gowri (1967) они сыграли божественных супругов Шиву и Парвати, их портреты стали использовать вместо изображений богов. Актёры были настолько убедительны как экранная пара, что продолжили играть вместе в зрелых ролях в таких фильмах, как Sipayi Ramu (1972) и Bhakta Kumbara (1974). В кино Лилавати побывала не только женой и возлюбленной Раджкумара, но и дочерью (Bhoodana), невесткой (Kittur Chennamma), сестрой (Vathsalya), женой старшего (Premamayi) и младшего брата (Kalitharu Henne). Всего актриса снялась в 45 фильмах с Раджкумаром, и в 27 из них они были парой.
Помимо каннада она также снималась в фильмах на телугу и тамильском языках, среди которых Marmayogi (1964) с Нандамури Таракой Рамой Рао, Aval Oru Thodar Kathai(1974) с Камал Хаасаном и Avargal (1977) с Раджникантом.
В связи с возрастом в конце 1960-х ей пришлось вернуться к характерным ролям. В этот период она отметилась яркими персонажами в нескольких фильмах Путтанны Канагал: Gejje Pooje (1969), «Кобра» (1972), Sharapanjara (1972), Bili Hendthi (1975) и College Ranga (1976). Актриса показала своё чувство юмора в Naa Mechida Huduga (1972) и снялась вместе с комиком Нарамисхараджу в Professor Huchuraya (1974). На более позднем этапе карьеры она чаще стала играть типичную страдающую мать. Актриса трижды удостаивалась кинопремии штата Карнатака за лучшую женскую роль второго плана благодаря фильмам Gejje Pooje 1969 года, Sipayi Ramu 1972 года и Doctor Krishna 1989 года.
В 2000-х Лилавати занялась кинопроизводством, чтобы помочь сделать карьеру в кино своему сыну Виноду Раджу. В числе её работ как продюсера фильмы Kannadada Kanda (2006), Shukra (2007) и Yaaradhu (2009). Она также снялась в каждом из них, а за роль в первом была награждена Filmfare Awards South.
В более поздние годы она занялась сельским хозяйством. Она также проспонсировала постройку центра первичной медико-санитарной помощи и ветеринарной больницы недалеко от своего дома.
Лилавати скончалась в частной больнице в Неламангале в округе Бангалор 8 декабря 2023 года в возрасте 85 лет.